# 都銀懇話会
都銀懇話会（とぎんこんわかい　略称：都銀懇）は、日本の都市銀行による任意の業界団体。
一般社団法人である全国地方銀行協会や第二地方銀行協会と違い、法人格を有する団体ではないが、都銀懇話会単独・あるいは地銀協・第二地銀協と共に金融当局等に規制緩和等の要望を出すなどの活動を行っている。

## 会員企業
以下の4行が会員である。
- 三菱UFJ銀行
- 三井住友銀行
- みずほ銀行
- りそな銀行